# 四月十五
四月十五，农历四月第十五天。

## 逝世
- 南宋景炎三年，南宋宋端宗。
- 明永曆十六年，南明永历帝。
- 清朝康熙四十七年，纳兰明珠。

## 节假日和习俗
- 佛顯日：釋迦牟尼佛出生七日後顯示祥瑞，天龍八部皆來供養。
- 正陽真人鍾離權祖師聖誕
- 西港刈香（每三年一次）

## 其他内容
- 十斋日

## 参看
- 日历
- 四月十三 - 四月十四 - 四月十五 - 四月十六 - 四月十七
- 三月十五 - 四月十五 - 五月十五
- 正月 - 二月 - 三月 - 四月 - 五月 - 六月 - 七月 - 八月 - 九月 - 十月 - 十一月 - 腊月
- 公历4月15日